# Eniac BV
Eniac is een Nederlands bedrijf gespecialiseerd in bedrijfssoftware.

## Oprichting
Het bedrijf werd in 1973 werd opgericht door Bob Jansen (ex-IBM). Het bedrijf groeide naast L+T Informatica, Bestdata en ICS uit tot de belangrijkste zakenpartners van IBM die de succesvolle IBM midrange computers (S/32, S/36, S/38, AS/400, system i) voorzagen van bedrijfssoftware.

## Opsplitsing en hereniging
In 1985 werd Eniac opgesplitst in Eniac S/36 en Eniac S/38 dat na een managementbuy-out verderging onder de naam Consist (tegenwoordig IBS Nederland). Samen met ICS en IBM startte Eniac in 1988 de joint venture Venture Software Nederland die onder de naam FMS een nieuw financieel pakket ontwikkelde voor de IBM midrange computer AS/400. Eniac (S/36) werd in 1990 overgenomen door Bouwfonds Informatica dat in 1991 werd overgenomen door het RCC, tegenwoordig Getronics PinkRoccade. Eind 1993 werden de aandelen van Eniac, Venture Software Nederland en de voormalige Eniac dochter Consist samengevoegd in de nieuwe IBM/RCC joint venture Consist, het latere IBS Nederland dat in 2010 door UNIT4 werd overgenomen.

## Merknaam Eniac opnieuw actief
IBM en PinkRoccade verkochten hun gezamenlijke aandelen in Consist in 1998 aan het Zweedse IBS, een van de wereldwijd opererende ERP leveranciers. Op dat moment kocht Bob Jansen de merknaam Eniac terug van IBM/RCC en gebruikte die naam voor een nieuwe onderneming die in 2004 werd overnomen door Imtech.

## Naamherkomst - de eerste computer
De bedrijfsnaam Eniac is afgeleid van de naam van een van de eerste computers ter wereld.